# Sukhoj Superjet 100
Sukhoj Superjet 100, også betegnet som SSJ 100, er et russisk narrow body passagerfly udviklet af Sukhoi Civil Aircraft Company i samarbejde med Boeing. Sukhoi Civil Aircraft Company var oprindeligt ejet af den russiske flyvirksomhed Sukhoj (75%) og af Alenia Aeronautica, et datterselskab af italienske Finmeccanica, i dag Leonardo. Leonardo har dog solgt sin andel af Sukhoi Civil Aircraft Company, men samarbejder fortsat om projektet.. I december 2018 foretog Sukhojs moderselskab, det statsejede russiske flykonglomerat United Aircraft Corporation, en omstrukturering, hvor Superjet 100 udvikling og produktion blev flyttet fra Sukhoj til et andet af UAC's datterselskaber, Irkut.
Superjet 100, der oprindeligt var kendt som Russian Regional Jet eller RRJ, er det første passagerfly, der er blevet udviklet i Rusland, siden Sovjetunionen blev opløst. Siden er af United Aircraft Corporation udviklet Irkut MC-21, der fløj første gang i 2017. Superjet 100, der gennemførte sin første flyvning den 19. maj 2008, blev planlagt at blive markedsført i fire udgaver, 78-sæders udgaverne SSJ 100-75 og SSJ 100-75LR, og 98-sæders udgaverne SSJ 100-95 og SSJ 100-95LR (LR er forkortelse for "Long Range", lang rækkevidde). Interessen var dog ringe for 78-sæderne og denne variant blev ikke sat i produktion.
Flyet drives af to PowerJet SaM146 turbofans udviklet i et joint venture mellem franske Safran og russiske NPO Saturn. I 2022 meddelte UAC, at der ville blive udviklet en udgave af flyet, der ikke anvender vestlige komponenter; den nye udgave vil blive udstyret med PD-8 motorer fra  Aviadvigate. Aeroflot har bestilt 89 af denne model uden vestlige komponenter.
Pr. juli 2024 har flytypen været udsat for fire ulykker, hvor flyet er gået tabt. 89 er omkommet i ulykkerne. 

## Specifikationer
| Dimensioner        | SSJ 100-75                         | SSJ 100-75LR                       | SSJ 100-95                         | SSJ 100-95LR                       |
| ------------------ | ---------------------------------- | ---------------------------------- | ---------------------------------- | ---------------------------------- |
| Vingespænd         | 27,80 m                            | 27,80 m                            | 27,80 m                            | 27,80 m                            |
| Længde             | 26,33 m                            | 26,33 m                            | 29,83 m                            | 29,83 m                            |
| Højde              | 10,28 m                            | 10,28 m                            | 10,28 m                            | 10,28 m                            |
| Præstationer       |                                    |                                    |                                    |                                    |
| Passagerkapacitet  | 78                                 | 78                                 | 98                                 | 98                                 |
| Maksimal startvægt | 38.820 kg                          | 42,280 kg                          | 42,240 kg                          | 45,880 kg                          |
| Maksimal nyttelast | 9.130 kg                           | 9.130 kg                           | 12.245 kg                          | 12.245 kg                          |
| Marchhastighed     | Mach 0,78                          | Mach 0,78                          | Mach 0,78                          | Mach 0,78                          |
| Rækkevidde         | 2.900 km                           | 4.550 km                           | 2.950 km                           | 4.420 km                           |
| Fremdrift          |                                    |                                    |                                    |                                    |
| Motorer            | 2× PowerJet SaM146 turbofanmotorer | 2× PowerJet SaM146 turbofanmotorer | 2× PowerJet SaM146 turbofanmotorer | 2× PowerJet SaM146 turbofanmotorer |
| Motorydelser       | 77,85 kN                           | 77,85 kN                           | 77,85 kN                           | 77,85 kN                           |

## Operatører
Den første kommercielle aftager af flyet var det armenske selskab Armavia. Selskabet gik dog konkurs i 2013 og er ikke længere aktivt.
Pr. januar 2014 er Superjet 100 i tjeneste hos følgende operatører:
- Aeroflot, Rusland (16 stk. 100-95B, to i ordre)
- Center South, Rusland (2 stk. 100-95B)
- Gazpromavia, Rusland (8 stk. 100-95LR, en i ordre)
- Interjet, Mexico (12 stk. 100-95B, otte i ordre)
- Lao Central Airlines, Laos (1 stk. 100-95B)
- Red Wings, Rusland (1 stk. 100-95B)
- Rosoboronexport, Rusland (1 stk. 100-95)
- Ruslands indenrigsministerium (1 stk. 100-95B)
- Sky Aviation, Indonesien (3 stk. 100-95B)
- Sukhoi Civil Aviation (SCA), Rusland, (4 stk. 100-95 og 1 100-95LR)
- UTair-Express, Rusland (6 100-95LR i ordre)
- Yakutia Airlines, Rusland (2 stk. 100-95B)
- VLM Airlines, Belgien (ordre på 2 stk. 100-95LR)[5]

## Ulykker og utilsigtede hændelser
- Den 9. maj 2012 blev en russisk Sukhoj Superjet 100 totalskadet på en demonstrationsflyvning med 37 passagerer og otte russiske besætningsmedlemmer om bord.[6] Flyet ramte bjerget Mount Salak efter at være lettet fra Halim Perdanakusuma Airport i Jakarta i Indonesien. Efter tyve minutters flyvning anmodede piloterne om tilladelse til at gå ned i 1.800 m højde, hvilket der blev givet tilladelse til. Det var den sidste kontakt med flyet, der på det tidspunkt var ca. 139 km syd for Jakarta i nærheden af det 2.211 m høje Mount Salak.[7] Efter en omfattende eftersøgning i det uvejsomme terræn blev flyet fundet på bjergets side ved en kløft og det kunne udledes, at flyet havde ramt bjerget. Der var ingen overlevende.[8][9]

En officiel undersøgelse af ulykken påviste, at flyets automatiske antikollisionsudstyr fungerede, men at piloterne havde ignoreret faresignalerne, muligvis fordi de anså det som en datafejl, og muligvis fordi flyets pilot på ulykkestidspunktet var travlt beskæftiget i en samtale med en potentiel køber af flyet.
- Den 21. juli 2013 landede en russisk Sukhoj Superjet 100, prototype 95005, under testflyvning uden nedfældet landingsstel i Keflavík International Airport nær Keflavík i Island[12] idet landingsstellet ikke gik ned.[13][14] Flyet blev repareret og fløj igen den 27. december 2013.[15]

- Den 5. maj 2019 havarerede en Superjet 100-95, der fløj for Aeroflot fra Moskvas lufthavn Sjeremetevo til Murmansk ved flyvning af Aeroflot Flight 1492. Efter starten konstateredes problemer, og flyet vendte herefter tilbage mod Moskva, hvor flyet nødlandede. Ved nødlandingen kollapsede flyets understel og der opstod en kraftig brand i flyets halesektion, der udbrændte. Ombord var 73 passagerer og 5 besætningsmedlemmer, hvoraf 41 omkom og 11 kom til skade. [16]

- Den 12. juli 2024 styrtede en SSJ100 fløjet af Gazpromavia ned nær Kolomna på en testflyvning efter vedligeholdelse. Der var ikke passagerer ombord på flyvningen, men de tre besætningsmedlemmer omkom alle.[17] Den endelige årsag til styrtet er ikke afklaret pr. 22. juli 2024, men foreløbige undersøgelser peger i retning af defekte sensorer til måling af flyets indfaldsvinkel.<ref>«Известия»: крушение «Суперджета» в Подмосковье могло произойти из-за ошибки на ТО (da.: Izvestia: Superjets nedbrud i Moskva-regionen kunne være opstået på grund af en fejl i vedligeholdelsen), rtvi.com 16. juli 2024 (russisk)

## Eksterne links
- Wikimedia Commons har flere filer relateret til Sukhoj Superjet 100
- Sukhojs hjemmeside med præsentation af flyet Arkiveret 19. november 2010 hos  Wayback Machine
- Flyets officielle hjemeside Arkiveret 4. oktober 2020 hos  Wayback Machine